# Henry Stafford (2e duc de Buckingham)
Pour les articles homonymes, voir Henry Stafford.
Titre
Duc de Buckingham et comte de Stafford
10 juillet 1460 – 2 novembre 1483
(23 ans, 3 mois et 23 jours)
Henry Stafford (4 septembre 1455 – 2 novembre 1483) est un baron anglais, duc de Buckingham de 1460 à sa mort.

## Biographie
Henry Stafford est le seul fils d'Humphrey Stafford et de Marguerite Beaufort, fille du duc de Somerset Edmund Beaufort. Son père est le fils aîné du premier duc de Buckingham Humphrey Stafford, partisan de la maison de Lancastre. Le jeune Humphrey, grièvement blessé lors de la Première bataille de St Albans en 1455, meurt de la peste trois ans plus tard, et Henry devient l'héritier du titre de son grand-père. Celui-ci est tué à la bataille de Northampton, le 10 juillet 1460. Du fait de son jeune âge, le nouveau duc de Buckingham devient pupille de la reine Élisabeth Woodville et épouse sa jeune sœur cadette Catherine (née vers 1458).

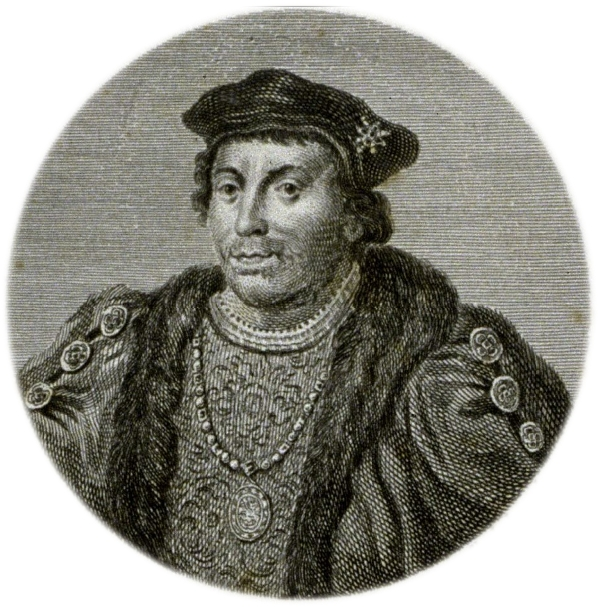
Gravure de William Sherlock représentant Henry Stafford, XVIIIe siècle.

Le roi Édouard IV meurt le 9 avril 1483 et son héritier, le nouveau roi Édouard V, n'a que douze ans. Deux camps se disputent la régence du royaume : la famille de la reine-mère d'un côté, son oncle Richard de Gloucester de l'autre. Malgré son mariage, le duc de Buckingham apporte son soutien à Gloucester, qui emporte la partie : ses neveux et nièces sont déclarés illégitimes par le Parlement (Titulus Regius), et Richard est couronné le 6 juillet sous le nom de Richard III.
Cependant, le duc de Buckingham rallie peu après l'opposition au nouveau roi, pour des raisons incertaines. Il prend la tête d'une conspiration qui vise tout d'abord à rétablir Édouard V sur le trône, puis, après l'annonce de la disparition du jeune prince, à remplacer Richard par Henri Tudor. La rébellion échoue, et Buckingham est capturé par Richard, qui le fait décapiter le 2 novembre 1483. Il confisque également le titre de duc de Buckingham, qui ne revient au fils d'Henry, Edward, qu'après la mort de Richard et l'avènement d'Henri Tudor, en 1485.

## Mariage et descendance
Le duc de Buckingham et son épouse Catherine Woodville ont quatre enfants :
- Edward (1478-1521), duc de Buckingham ;
- Elizabeth (v. 1479-1532), épouse en 1505 Robert Radcliffe, futur comte de Sussex ;
- Henry (v. 1479-1523), comte de Wiltshire ;
- Anne (v. 1483-1544), épouse en 1509 George Hastings, futur comte d'Huntingdon.

## liens externes
- Ressource relative aux beaux-arts :   - British Museum
- Notices dans des dictionnaires ou encyclopédies généralistes :   - Britannica
  - Deutsche Biographie
  - Enciclopedia De Agostini
  - Oxford Dictionary of National Biography
- Notices d'autorité :   - VIAF
  - ISNI
  - IdRef
  - LCCN
  - GND
  - Pays-Bas
  - Israël
  - WorldCat